# Староста студенческой группы
Староста студенческой группы — студент академической группы вуза и учреждений среднего специального образования, являющийся формальной главой группы и выполняющий некоторые административные функции, промежуточное звено между студентами и администрацией учебного заведения, староста группы несёт полную ответственность за группу, отстаивает её интересы, староста выступает как лидер группы.
Обязанности старосты различаются в различных учебных заведениях и даже на разных факультетах одного учебного заведения. Обычно они сводятся к решению небольших организационных вопросов. При выплате стипендии наличными деньгами староста обычно получает стипендию всей группы в кассе вуза и раздает её своим товарищам — эта обязанность старост стала сходить на нет в связи с переходом на безналичную выплату стипендии на карты или счета студентов.
Порядок получения статуса старосты также различается. Старосты могут избираться на открытых выборах студентами группы, могут назначаться деканатом или куратором, могут получать эту должность на основании достижения каких-либо показателей.
Также различаются полномочия и привилегии старост. Одни не имеют никаких привилегий, кроме учёта посещаемости, другие могут обладать какими-либо распорядительными или консультативными функциями. По усмотрению учебного заведения старостам может устанавливаться надбавка к стипендии.
Независимо от имеющихся полномочий, обычно должность старосты способствует формированию положительных предубеждений при обращении к каким-либо должностным лицам учебного заведения. В таких случаях старостам оказывается большее внимание.